# 560 pr. n. št.

## Smrti
- Aliat II., kralj Lidije (* 640 pr. n. št.)